# Оберкампф (станция метро)
Оберкампф (фр. Oberkampf) — пересадочный узел линий 5 и 9 Парижского метрополитена. Назван по рю Оберкампф, а та, в свою очередь, в честь французского магната немецкого происхождения Кристофа-Филиппа Оберкампфа.

## История
Станция открылась 15 января 1907 года. Первым был зал линии 5, открывшийся через четыре недели после запуска участка Ке-де-ля-Рапе — Жак Бонсержан (17 декабря 1906 года). Зал линии 9 открылся 10 декабря 1933 года в составе пускового участка Ришельё — Друо — Порт-де-Монтрёй.
Пассажиропоток на вход в 2011 году, по данным RATP, составил 4 198 870 человек. В 2013 году показатель пассажиропотока незначительно снизился и составил 4 167 444 человека (117 место в Парижском метро).

## Путевое развитие
На перегоне Оберкампф — Репюблик линии 9 располагается пошёрстный съезд.

## Галерея

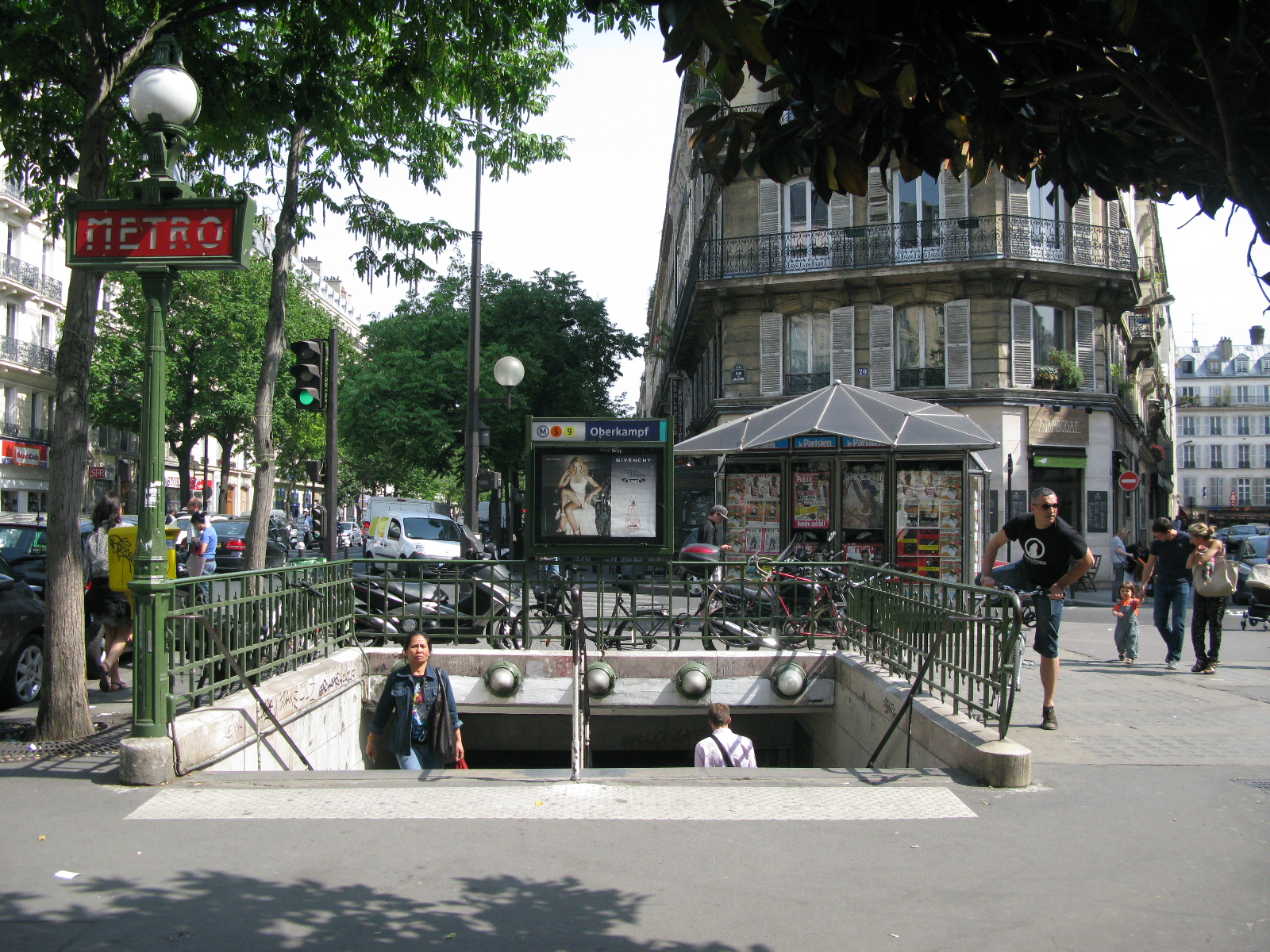
Лестничный сход
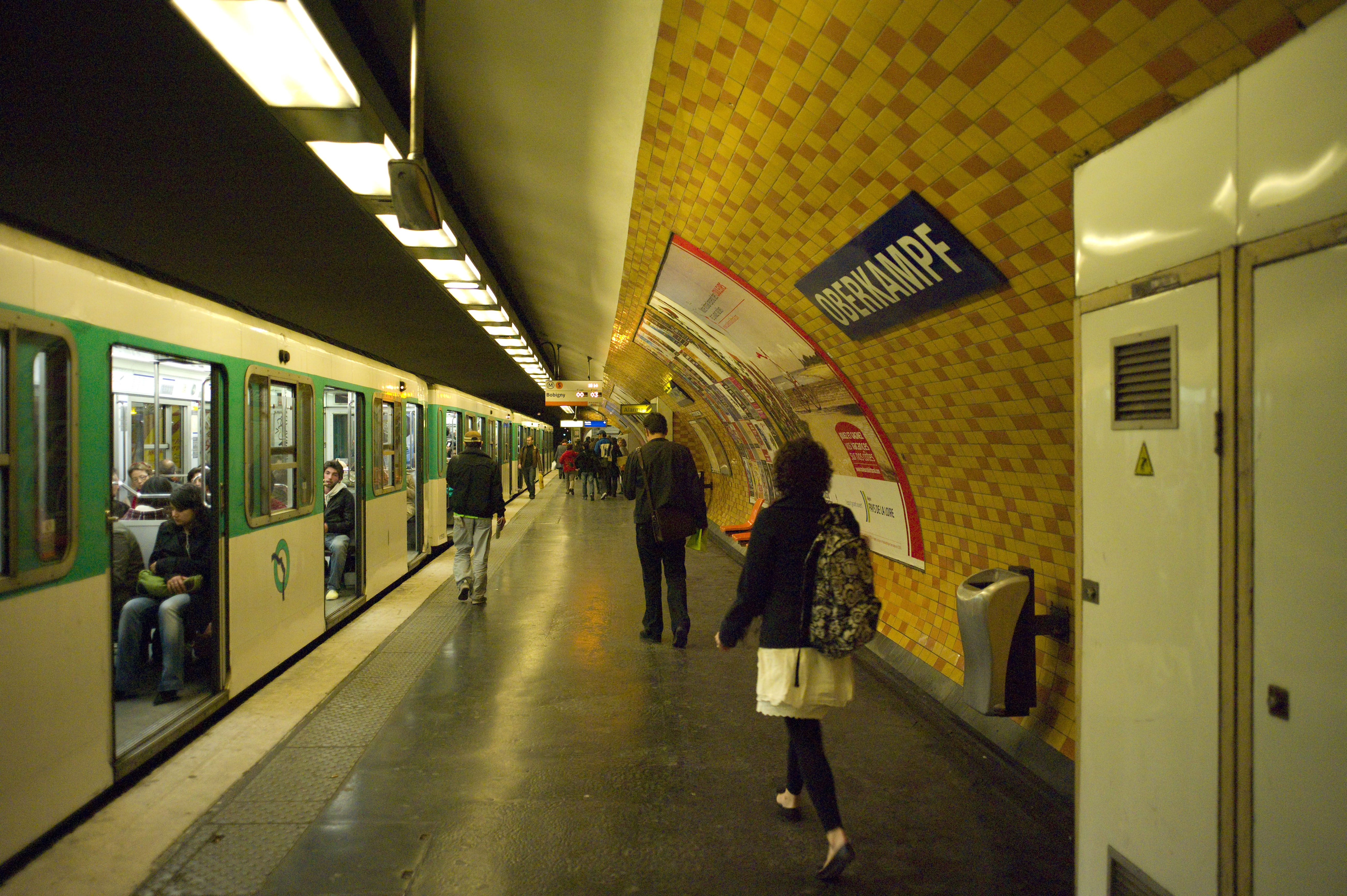
Состав модели MF 67 в зале линии 5